# Simón Bernardo de Zamácola
Simón Bernardo de Zamácola Ocerin (Dima, Vizcaya, 28 de agosto de 1759 – Dima, 23 de marzo de 1809) fue un notario y político español, autor de un polémico proyecto de creación de un puerto vasco que dio lugar en 1804 a una revuelta popular conocida como la zamacolada, sofocada por el Ejército Real.

## Biografía
De origen familiar noble y rural, fue hermano del periodista, historiador y folclorista Juan Antonio de Iza Zamácola. Con seis años su familia se estableció en Durango. Se casó con María Díaz Basurto Ortiz de Zárate el 4 de diciembre de 1785 en Manurga, Álava. Notario de oficio, fue un gran orador. Tuvo una activa labor municipal (fue regidor de varias localidades vizcaínas) y fue representante de muchos municipios en las asambleas provinciales durante la década de 1790. 
La Guerra contra la Convención le dio la oportunidad de tener nuevos cargos y cada vez más poder. Fue capitán de las milicias de Arratia e inspector general de Tercios de Vizcaya y Álava. A raíz de los disturbios de 1804, desaparecieron el prestigio y el poder de Zamácola, tanto en Vizcaya como en Madrid. Su mala gestión de las tropas y milicias y ciertas acusaciones de traición hicieron mella en su salud mental, a consecuencia de estas contrariedades se agravaron sus problemas nerviosos y empezó a tener síntomas de inestabilidad nerviosa. Murió en 1809.

## Lazamacolada
Abanderó los intereses de algunos nobles rurales vicaínos que fue conocido como partido zamacolista y que tenía intereses contrarios a los nobles asentados en Bilbao, e intrigó en la corte madrileña (para lo que dio grandes donativos) para que Manuel Godoy fuera favorable a su pretensión de construir un nuevo puerto marítimo en Abando (al que llamó «Puerto de la Paz» en honor del Príncipe de la Paz, título de Godoy) cuyos beneficios fueran para toda Vizcaya y no solo para la villa de Bilbao. Esto fue autorizado por la corona en 1804 y aprobado por las Juntas Generales, a cambio de que se reformaran las milicias forales para integrar sus efectivos en el ejército real (hasta entonces los vizcaínos solo tenían milicias locales con sus propios mandos, no vestían el uniforme del rey y solo se ocupaban de la defensa de su territorio). Estas condiciones fueron consideradas inaceptables por Bilbao y sus localidades cercanas, estalló un motín popular (conocido como la zamacolada) y Zamácola debió huir a Navarra.
El Ejército Real reprimió la revuelta, ocupó el 21 de septiembre Bilbao y depuso a las juntas revolucionarias para reponer a las autoridades anteriores. El juez comisionado Francisco Javier Durán impuso elevadas multas a las localidades rebeldes y condenó a 367 hombres y 17 mujeres a multas de hasta 6000 ducados, penas de destierro, prisión de hasta 8 años y servicio en el ejército real. Se eliminó al corregidor como representante del monarca y se sustituyó por el comandante general de Vizcaya y gobernador militar y político de Bilbao.